# جرم یقه‌آبی
جرم یقه‌آبی (به انگلیسی: blue-collar crime) اصطلاحی است در جرم‌شناسی که برخلاف جرم یقه‌سفید که توسط افراد رده بالای اجتماع صورت می‌گیرد، در جرم یقه‌آبی جرم توسط افراد و گروه‌های پایین‌تر در اجتماع صورت می‌گیرد. در حالی که جرم یقه آبی طبقه‌بندی رسمی در قانون ندارد ولی بیشتر تعداد جرم‌ها از این دسته می‌باشند. بیشتر این گونه جرم‌ها در مقیاس کوچک می‌باشند برای سودآوری فوری توسط اشخاص یا گروه‌ها انجام می‌شوند. این گونه جرم‌ها می‌توانند جرم‌هایی نظیر تولید و پخش مواد مخدر، تجاوز جنسی، دزدی، حمله و قتل را دربر گیرند.

## منشأ کلمه
در سالهای ۱۹۱۰ تا ۱۹۲۰ در آمریکا کارگران ترجیح می‌دادند که از لباس‌های کار با رنگ آبی استفاده کنند تا کثیفی و آلودگی های ناشی از کار‌، کمتر بر روی لباس‌ها به چشم بیایند.